# Atropacarus folious
Atropacarus folious är en kvalsterart som beskrevs av Wojciech Niedbała 2003. Atropacarus folious ingår i släktet Atropacarus och familjen Phthiracaridae. Inga underarter finns listade.